# Japvo
Japvo o Japfu és la segona muntanya més alta de l'estat de Nagaland, Índia, situada al nord-est de Kohima, amb una altitud de 3.014 msnm.